# Киликийская Армения
Килики́йская Арме́ния, Килики́йское армя́нское ца́рство, Килики́йское армя́нское госуда́рство (арм. Կիլիկիայի հայկական թագավորություն, среднеарм. Կիլիկիոյ Հայոց Թագաւորութիւն, фр. Royaume arménien de Cilicie / Le royaume de Petite-Arménie) — армянское феодальное княжество, а затем королевство, существовавшее в Киликии с 1080 по 1375 годы, горная Киликия — до 1424 года. Этот бастион восточного христианства был ценным союзником крестоносцев. Торговые и военные отношения с европейцами принесли новые западные влияния в киликийское армянское общество. Многие аспекты западноевропейской жизни были приняты дворянством, включая рыцарство, моду в одежде и использование французских титулов. Сами европейские крестоносцы заимствовали элементы армянского замкового строительства и церковной архитектуры. Государство процветало экономически, порт Айас служил центром торговли между Востоком и Западом. Киликийская Армения была единственным государством в коалиции крестоносных царств, чья церковь не была Латинской, но её народ считался принадлежащим к западноевропейской цивилизации. Армянская Апостольская Церковь была союзником папы в древней борьбе Рима с греками. Такие понтифики, как Евгений III, Луций III, Иннокентий III и Гонорий III не раз признавали православие Армянской церкви. ААЦ не подчинялась Риму и не принимала остальные соборы, однако на протяжении всего XIII века находилась в общении с Латинской церковью. Профессор Ягеллонского университета Кшиштоф Ян Стопка называет этот период армяно-римских отношений «вселенским братством».

## Предыстория

### Первые поселения
Первое появление армян в долине относится к I веку до н. э., когда армянский царь Тигран II, присоединив эту область к Великой Армении, разместил здесь армян как поселенцев. Вскоре царь потерпел поражение в войне с Римом, а земли, завоёванные ранее, вместе с осевшими армянами отошли к Римской империи. При римском владычестве армяне также составляли некоторую часть населения региона. Многие из армянских мучеников того времени были выходцами из киликийской долины, среди которых был Полиевкт Мелитинский. Дальнейшее поселение армян в регионе объясняется принятием в 301 году Арменией христианства, с последующим непринятием в 451 году Халкидонского собора, а также экспансией ислама, вызванного арабским нашествием. О крупном армянском элементе в регионе говорит и тот факт, что писатель IV века Аммиан Марцелл, сообщает, что Исский залив одно время назывался «Армянским заливом». В письме, написанном из Киликии в V веке, Иоанн Златоуст сообщал, что живёт он в армянской деревне и что собственником округа является армянский князь. К VI веку, после падения дома Аршакидов, число армян в регионе значительно увеличилось. Этому способствовала переселенческая политика арабских халифов, которые насильственным путём заставляли армян покидать родину и поселяться на берегах Чёрного и Средиземного морей. Вследствие этого численность армянского населения в странах западнее Евфрата в течение веков всё время увеличивалась.
С VII века Киликия являлась в своём роде пограничной зоной между Византией и арабским халифатом. Во второй половине X века, к моменту завоевания Византией Киликии и Антиохии, эти земли уже имели значительное армянское население, которое в результате тюркских вторжений в Армению в XI веке ещё более возросло.

### Миграция армян в регион
Во второй половине XI века вся территория Армении, кроме Сюника (Зангезур) и Ташир-Дзорагетского царства, подверглась нашествию турок-сельджуков. Утрата национальной государственности после завоевания Византией, а также нашествие сельджуков привели к массовому переселению армян в Киликию и другие регионы. С этого периода на Армянском нагорье и в Закавказье начался многовековой процесс оттеснения армянского населения пришлым тюркским и курдским. Вследствие же завоевания Византией армянских земель от Эдессы до Самосаты и Мелитены, а также проводимой ею политикой, к началу XI века на территории Сирии, Месопотамии и малоазиатских фем Византии имелись значительные поселения армян. В конце века, после битвы под Манцикертом (Маназкертом, англ. Մանազկերտ), сельджуками было создано своё первое государство — Конийский султанат, который включал всю Армению и внутреннюю часть Анатолии, откуда усиливалась миграция армян к малоазиатским прибрежным областям, особенно в Киликию и Ефратес.

### Армянские княжества
Византийской империи не удалось создать себе опору среди населения завоёванных армянских земель. Не способствовало укреплению границ Византии и переселение армян в пограничные фемы. В пределах границ империи возник ряд полунезависимых армянских княжеств, располагавшихся от Сирии до Закавказья. Армяне сохранили свою культуру, церковь и государственность.
Правители Византии, преследовавшие армянских владетелей и пытавшиеся навязать армянам халкидонитство, изо всех сил старались нивелировать специфику вновь образовавшихся княжеств. Чем выше была угроза со стороны сельджуков, тем настойчивее становились попытки империи уничтожить армянские княжества Малой Азии, которые по мере ослабления позиций центрального правительства, становились все более автономными. Армяне, со своей стороны, тяготились опекой империи, и лишь сельджукское вторжение отсрочило движение армян против Византии и образование независимого армянского государства, в Малой Азии.
В 1070 году византийская армия, под командованием будущего претендента на корону Никифора Мелиссина и брата будущего императора Алексея Мануила Комнина, была разбита сельджуками возле Севастии. Армянское население, ввиду дискриминационной политики Византии, безразлично отнеслось к происшедшему. Год спустя, идя в поход против сельджуков, Роман Диоген прибыл в Севастию, где его придворные высказали ряд претензий детям местного армянского князя. В результате, по приказу Диогена город был разграблен и сожжён, а попытка прибывшего Гагика II примирить враждующие стороны была безуспешна. События, случившиеся в Севастии, ознаменовали собой окончательный разрыв отношений армянских князей Малой Азии с имперским правительством, что в конечном счёте не способствовало упрочению позиций императора накануне решающей схватки с сельджуками при Манцикерте.
После поражения византийских войск в Манцикертской битве и последовавшей за ней гражданской войне армянские князья становятся фактически независимыми. В это время новый император Михаил VII Дука назначает доместиком схол Востока своего двоюродного брата Андроника Дуку. Филарет Варажнуни, ранее занимавший этот пост, не признаёт это назначение. Не признав власть Михаила, Варажнуни порвавший с Византией, к 1071 году фактически стал правителем независимого армянского государства, укреплению которого способствовала миграция армян с подвергнувшихся сельджукскому вторжению территорий.

Государство Филарета Варажнуни, 1076 г.

Став во главе армянских князей Каппадокии, Коммагены, Киликии, Сирии и Месопотамии, он переносит престол католикоса в свои владения, и присоединяет к своему государству армянские княжества Мараша, Кесуна, Эдессы, Андриуна (близ Мараша), Цовка (близ Айнтаба), Пира (близ Эдессы) и ряд других земель. Внешнеполитический фактор предопределил сравнительно спокойную жизнь царства Варажнуни. Перелом наступил в 1081 году, когда после соглашения с Византией началась экспансия Румского сельджукского султаната в юго-западном направлении, жертвами которой стали государство Филарета Варажнуни и другие армянские княжества Малой Азии. Царство Варажнуни, протянувшееся от Месопотамии вдоль Евфрата до границ Армении, охватывающее Киликию, Тавр и часть Сирии с Антиохией — просуществовало сравнительно недолго с 1071 по 1086 год. После 1086 года, когда Варажнуни утратил последние города, где ещё находились его гарнизоны, на территории Киликии и Приевфратья образовался ряд независимых армянских княжеств. Несмотря на развал, царство Филарета в условиях сельджукского нашествия в Закавказье стало центром для армянских эмигрантов, рассеянных по всему Ближнему Востоку. Оно имело огромное значение для консолидации армян в позднейших государственных образованиях, возникших на развалинах государства Варажнуни. К 1097 году при Ефратье и Киликии образуется ряд независимых армянских княжеств. На Евфрате армянские княжества, за исключением княжества Каркар, просуществовали вплоть до 1116—1117 годов, после чего были аннексированы крестоносцами. В Киликии во второй половине XII века армянское княжество Рубенидов усилилось настолько сильно, что другие армянские княжества вынуждены были признать зависимость и войти в его состав. Таким образом, в Киликии начала постепенно образовываться армянская феодальная монархия и иерархическая феодальная система, возглавляемая Рубенидами.

## Возникновение

### Период княжества

#### Рубен I. Основание государства
Князь Рубен, один из полководцев и вассалов Варажнуни, которому была поручена защита области Антитавра, в 1080 году положил начало новой армянской династии и явился основателем княжества

#### Костандин I

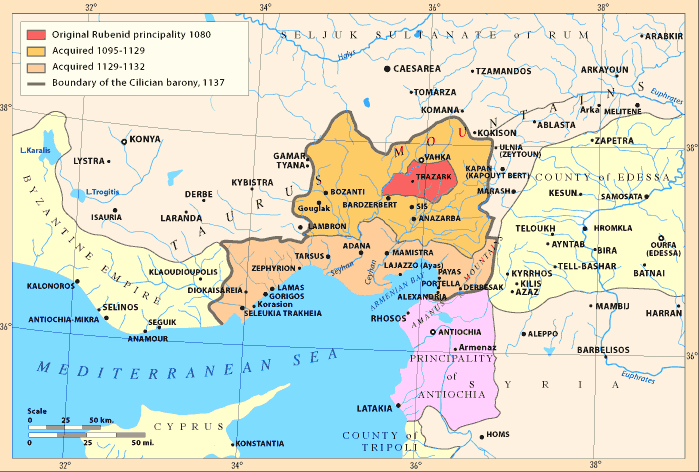
Киликийская Армения в 1080—1199

После смерти в 1095 году основателя княжества Рубена, престол наследовал его сын Костандин, который расширил власть на Восток за горы Антитавра. На тот момент главным врагом армянских княжеств Малой Азии и Ближнего Востока были орды сельджуков, именно поэтому армянское население, при появлении в регионе крестоносцев изначально рассматривало участников крестового похода как союзников, способных противостоять сельджукам[страница не указана 1378 дней]. Во время осады Антиохии Киликийские князья и монахи Чёрной Горы помогали крестоносцам войском и провиантом. Костандин I, расширивший своё княжество на Восток за горы Антитавра, за помощь первым крестоносцам, особенно в изгнании сельджуков из Антиохии был удостоен титулов Комс (Граф) и Барон.

#### Торос I
Изначально относительное спокойствие и независимость княжества обуславливались географическим фактором. На княжество, расположенное в горной части региона, поначалу не претендовали ни сельджуки, ни крестоносцы. После стабилизации обстановки в регионе и образования ряда государств княжество оказалось изолированным. 

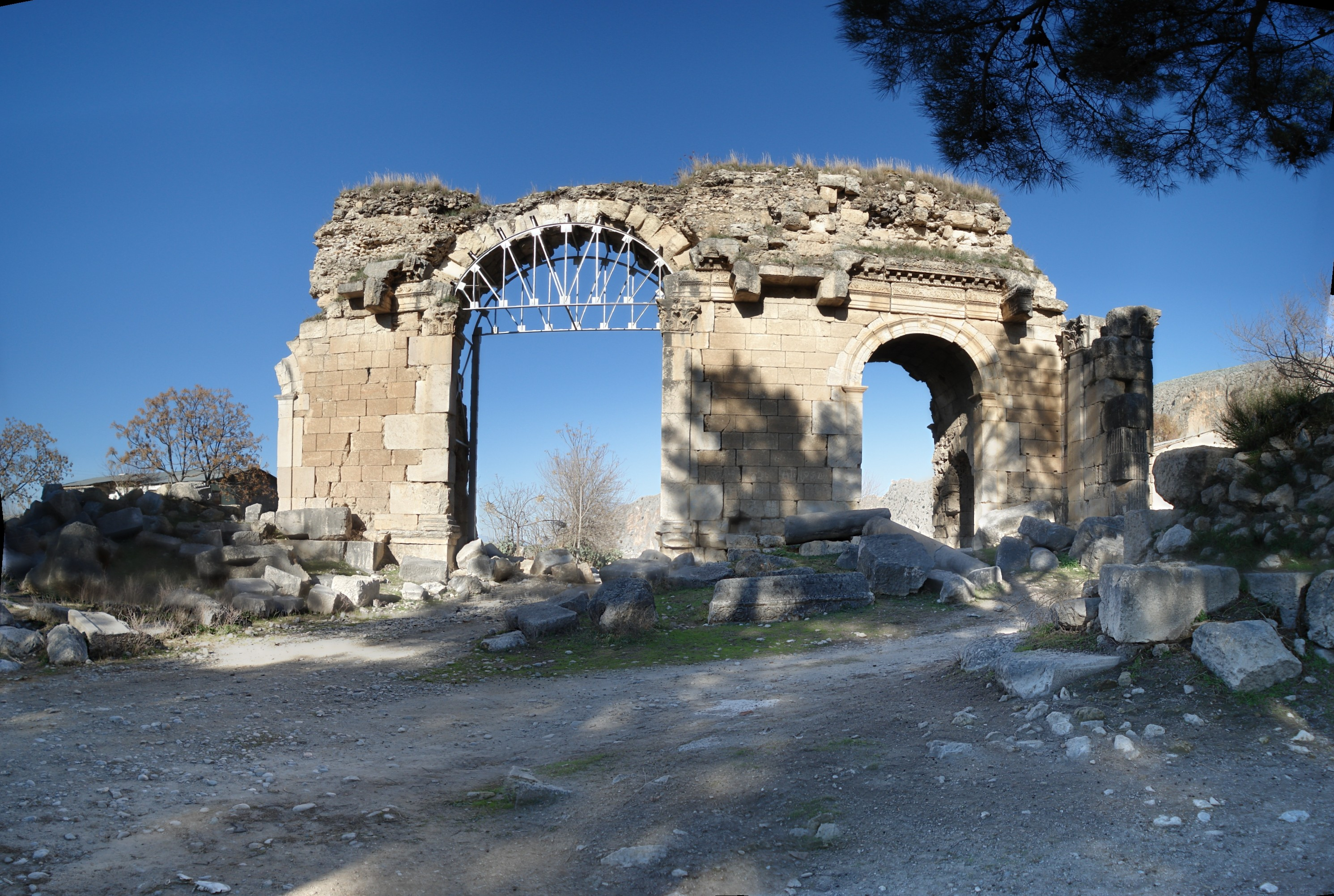
Развалины Аназарба — столицы княжества Рубенидов

 Географическое положение стало препятствием для развития государства Рубенидов, к тому же около 1100 года когда умер Костандин I, его княжество распалось на два удела его сыновей Левона и Тороса. Для объединения требовалось вернуть под свой контроль населённые армянами прибрежные земли. К моменту, когда Рубениды были готовы к этому, Равнинная Киликия стала объектом борьбы между Византией и Антиохийским княжеством, война между которыми шла с переменным успехом. Однако это не помешало Торосу проводить активную внешнюю политику. Он расширил границы своего княжества и вплотную приблизился к границам Киликийской равнины, разбив сперва сельджукские, а затем византийские войска. Торосом была занята, отстроена заново и заселена имевшая стратегическое расположение крепость Аназарб. С крестоносцами, которых армянский князь поддерживал в войнах с мусульманскими правителями, он выстроил союзнические отношения

#### Левон I
После смерти в 1129 году Тороса I и убийства в Аназарбе его наследника Костандина II на престол взошёл дядя последнего Левон I. Под властью нового правителя, в результате объединения двух уделов, его и брата, княжество было воссоздано как единое целое, после чего оно стало способным проводить ещё более активную внешнюю политику. Объединение княжества сильно обеспокоило соседей, князя Антиохии и эмира Данышменда, попытавшихся ввести свои войска на его территорию. Однако Левон I сперва в районе своей столицы Аназарба, разбивает конницу эмира, а затем у Портеллы громит отряд крестоносцев Антиохии, возвращая под контроль Равнинную Киликию.

Киликийское армянское царство и государства Крестоносцев — 1135 г.

Примерно в это же время погибает в бою Боэмунд II, после чего в самом княжестве развернулся спор о праве на наследие трона Антиохии. Воспользовавшись моментом Левон I атаковал проходы Аманского хребта и в 1135 году овладел крепостью Сервантикар. Новый правитель Раймунд де Пуатье воссевший на престол Антиохии первым делом решил укротить амбиции армян. В 1136 году с одобрения короля Фулька Иерусалимского начал войну против Киликии. Вместе с Балдуином Марашским он напал на владения Левона, но последний с помощью своего племянника, графа Жослена Эдесского отбил нападение крестоносцев Антиохии. После одержанной победы Левон согласился на переговоры с Антиохийским княжеством, однако он был заманен в западню, где был схвачен в плен и отправлен в Антиохию. Пользуясь отсутствием армянского правителя данишмендский эмир Мухаммад вторгся в Киликию и уничтожил весь урожай. Потрясённый этим бедствием Левон выкупил свою свободу отказавшись от Сарвентикара, Маместии и Аданы в пользу Раймунда, а также заплатив большой выкуп. Буквально сразу же после освобождения из плена, армянский князь вернул себе эти города. Война разразилась вновь, пока в начале 1137 года, усилиями Жослена не было установлено перемирие между двумя княжествами. Оба монарха понимали что поход византийского императора Иоанна грозил и Киликии и Антиохии, поэтому им пришлось сформировать единый альянс против византийцев. Но созданный альянс не смог противостоять Византии, в результате чего княжества были покорены. В июне 1137 года византийские войска захватили равнинную Киликию, затем, после 37-дневной осады, — столицу княжества Рубенидов — Аназарб. Некоторое время спустя был взят в плен армянский князь, укрывшийся в своём родовом замке Вахка. Пленённый Левон I-й вместе с женой и двумя сыновьями — Рубеном и Торосом, был отправлен в Константинополь. Два других сына — Млех и Стефан, находились в безопасности в Эдесском графстве, у Беатрис, сестры
Левона и матери графа Жослена II. После подчинения Киликии византийцами, правитель Антиохии Раймунд признаёт себя вассалом Иоанна Комнина.

#### Торос II
В 40-х годах XII века, сын Левона I-го царевич Торос бежал из византийского плена. Появившись в 1145 году в родной Киликии, Торос, могущественный принц армян сначала возвращает под свой контроль небольшой регион Таврских гор с родовыми крепостями Вахка и Амуд. Затем в 1151 году, женившись на дочери сеньора Рабана и заключив союз с крестоносцами, Торос отвоёвывает равнинную Киликию, захваченную византийцами у его отца. В результате военных операций, взяв в плен византийского ставленника, армянский князь возвращает под контроль Аназарб, Тарс, Маместию и доминирующий над проходами Аманских гор Тил (Топраккала). Узнав об этом Мануил Комнин, надеясь на помощь провизантийских армянских князей Ламброна и Паперона, посылает в Киликию войско во главе с Андроником Комнином. Византийская армия, войдя в регион, столкнулась с армией Тороса II. Потерпев ряд поражений и понеся ощутимые потери, византийцы были вынуждены оставить Киликию.
После победы над византийцами последовала первая попытка объединения двух соперничающих родов — Рубенидов и придерживающихся византийской ориентации Ошинидов, последние даже начали участвовать в выступлениях против греков. Союз должен был быть скреплён браком между малолетними детьми, сыном Ошина — Хетумом III, и одной из дочерей Тороса II.
Вскоре, по возвращении побеждённого Андроника в Константинополь, Мануил Комнин, будучи не в состоянии вмешаться, в 1156 году натравил двух соседей против Тороса: сперва сельджуков, армия которых была разгромлена армянами на подступах к Таврским горам, а затем и принца Антиохии Рено де Шатийона. Последний, после того как византийский император не сдержал слова, переметнулся на сторону армянского князя. В 1158 году Мануил Комнин уже сам возглавляет третью и последнюю кампанию в Киликии и Сирии. Вторгшиеся византийские войска с боями захватывают киликийскую равнину, в результате чего Торос, отступив, закрепляется в горах. Сразу после этого Рено де Шатийон принимает присягу на верность византийскому императору.
Спустя некоторое время между Мануилом и Торосом заключается мирный договор, по которому последний получает часть императорских полномочий, при этом в Киликии, согласно этому же договору, должен был постоянно находиться византийский ставленник с военным гарнизоном.
Однако действовало соглашение не долго. Первый же из византийских наместников — Андроник Эвфорбенос, приходившийся кузеном Мануилу, отличился тем, что в 1162 году организовал убийство брата Тороса — Стефана, расширявшего свои территории и не считавшего себя обязанным подчиняться Византии. Армянский князь, несмотря на то, что византийский ставленник был заменён Каламаном, так и не простил убийство брата.
Тем временем ситуация на христианском востоке продолжала ухудшаться. В 1164 году образовалась христианская коалиция, в которую вошли: новый принц Антиохии Боэмунд III, граф Триполи, византийский полководец Каламан и армянский князь Торос. Союзники, не внявшие просьбе Тороса дождаться присоединения к коалиции короля Иерусалима, бросили вызов властителю Алеппо. Как результат, произошла «Харимская катастрофа», Нур ад-Дином были захвачены в плен все христианские лидеры, за исключением Тороса. К этому моменту союз между двумя соперничающими армянскими родами, скреплённый браками детей десятью годами ранее, в результате антивизантийской деятельности Тороса II так и не простившего убийство своего брата, был на грани разрыва. Обеспокоенный этими распрями, католикос армян Григорий III Пахлавуни посылает к Торосу своего брата Нерсеса Шнорали, которому успешно удалось погасить конфликт.
Сразу после пленения своего представителя Мануил направляет Алексея Аксуха на вакантную должность в Киликию. Новый ставленник был хорошим теологом. Он страстно увлёкся беседами с Нерсесом Шнорали в результате чего в 1165 году возникли идеи экуменизма между армянской и греческой церквами. Но армяно-греческому сближению не суждено было сбыться, год спустя этому помещали два события: Алексей Аксух был оговорён и сослан в монастырь, а Нерсес Шнорали стал новым католикосом и лишился возможности свободно путешествовать. После ссылки Аксуха Мануил Комнин на его место назначает Андроника, потерпевшего 15 лет назад поражение от армянского князя. В 1167 году, вследствие разгульного образа жизни, Андроник был отозван, а на его место был назначен выкупленный из плена Каламан. Последнему было поручено императором лишить Тороса власти над Киликией. Однако этот план провалился — армянские войска взяли Каламана в плен, и Мануил вновь был вынужден его выкупить. Спустя год в 1168 году умер Торос II. Во время своего правления, несмотря на ряд попыток, Торос так и не смог подчинить соперничающий с ним род Хетумидов (Ошинидов). Однако он отвёл все византийские посягательства на Киликию, тем самым наметив путь к окончательному установлению в регионе армянской власти.

#### Рубен II
Рубен был сыном армянского правителя Тороса II и его второй жены. По праву наследования, он, после смерти своего отца должен был сесть на трон Киликии. Однако, когда в 1169 году умер его отец Торос II, Рубен ещё не достиг совершеннолетия, ввиду чего, в Киликии развернулась борьба за власть. Регентом молодого наследника стал его дедушка по материнской линии — Томас (по другой версии Фома). Однако это не понравилось брату покойного правителя — Млеху, который заставил признать себя наследником своего брата, узурпировав права законного наследника. После потери трона, Томас увёл Рубена II в Антиохию, где тот скончался через несколько лет.

#### Млех
Дело упрочения армянского государства продолжил брат покойного правителя — Млех. После смерти Тороса II, он, в 1169 году узурпировав права несовершеннолетнего Рубена II (сына и законного наследника Тороса II), заставил признать себя наследником своего брата. Буквально сразу, после кончины своего тестя Тороса князь Хетум III расторг брак, заключённый в своё время для скрепления перемирия между двумя династиями. Сразу после этого Млех, безуспешно, пытался штурмом взять родовой замок Хетумидов — Ламброн. Так и не заставив покорится Хетумидов, Млех, стремясь обеспечить независимость Киликии полностью изменил направление во внешней политике. Решив раз и навсегда положить конец попыткам византийцев и латинян завладеть Киликией, он идёт на союз с сирийским правителем Нур ад-Дином. Перенеся столицу в Сис, Млех с помощью нового союзника отражает нападение крестоносцев и, разбив византийскую армию, изгоняет тех из равнинной Киликии. Год спустя в 1175 году в результате заговора армянских князей Млех был убит

#### Рубен III
После смерти Млеха, власть в Киликии перешла не к прямым потомкам, а к его племяннику Рубену III, сыну убитого византийцами Стефана. Одновременно с этим, в 1175 году, воспользовавшийся смертью Млеха, Мануил Комнин сделал последнюю попытку завладеть Киликией. Для покорения армянского правителя, императором была введена армия во главе с его родственником Исааком Комнином. Однако в Киликии византийский военачальник, потерпев ряд поражений, был пленён Рубеном. Находясь в армянском плену Исаак Комнин женился на дочери Тороса II, после чего в 1182 году был выдан князю Антиохии.

Разбив и окончательно изгнав византийцев из страны, Рубен III, обеспокоенный возможной угрозой со стороны мусульманских правителей граничащих с его государством территорий, идёт на союз с крестоносцами. Дабы скрепить этот союз, в 1181 году, он женится на принцессе Изабель де Торон. Сразу после этого, ведя свои войска на Ламброн, он решает покорить не повинующийся Рубенидам род Хетумидов. Но планам армянского правителя не суждено было сбыться, поход Рубена III также, как и поход его предшественника Млеха оказался неудачным. Примерно в это же время ухудшаются отношения с князем Антиохии Боэмундом III, последний воспользовавшийся предательством в окружении армянского князя, берёт того в плен. Освободить Рубена Боэмунд согласился лишь за ряд территориальных уступок в пользу Антиохии. Позже армянский правитель без особых усилий вернул утерянные области, которые Антиохия уже была не в состоянии защитить.

#### Левон II

Киликийская Армения и государства Крестоносцев — 1190 г.

После того как в 1187 году умер Рубен III, преемником на троне стал его брат Левон II, восхождение которого совпало с взятием Иерусалима Саладином. В 1188 году женившись на латинской княжне Изабелле, Левон, стремясь сделать власть в стране более централизованной, начал реорганизацию своего государства. Желая выстроить своё государство по образцу западного, армянский правитель привлекал к себе на службу европейцев, которых назначал на важные государственные посты. Помимо этого Левон дал разрешение на возвращение в Тарс и Маместию, изгнанных ранее, латинских церковников. Он покровительствовал рыцарским орденам, для знати и армии согласно его распоряжению вводились французские титулы, у крестоносцев им был заимствован кодекс законов и дарованы привилегии европейским торговцам. При этом, если затрагивались интересы армянского государства, Левон не колеблясь нападал на любой оплот европейцев.
Правление Левона совпало с началом третьего похода крестоносцев, в котором приняли участие четверо самых могущественных европейских монархов — германский император Фридрих I Барбаросса, французский король Филипп II Август, австрийский герцог Леопольд V и английский король Ричард I Львиное Сердце. Германский император, в отличие от других монархов, выбравших морской путь доставки своих армий, предпочёл вести армию сушей. Он пересёк Дарданеллы, одержав ряд побед, пересёк владения сельджуков и подошёл к Киликии. К этому времени территория армянского государства включала обширные владения, западная граница которых доходила до Ларанды (включая Исаврию и Селевкию).
Перед началом крестового похода папа римский Климент III обратился с посланием к католикосу армян Григорию IV с просьбой помочь прохождению армии. Армянское государство стало перед сложным выбором определения своей позиции. Щепетильность вопроса заключалась в том, что на тот момент, несмотря на предыдущие конфликты, Киликия находилась в неплохих отношениях как с христианским Западом, так и с мусульманским Востоком. Поддержка одной из сторон означала бы автоматическое ухудшение отношений с другой. В случае же нейтралитета и отказа кому-либо в поддержке, отношения могли испортится с обеими сторонами конфликта, что в свою очередь могло повлечь за собой военную агрессию с любой из сторон. В мае 1190 года, с приближением к западным границам Киликии армии императора Фридриха I, Левон решил посоветоваться с Григорием IV, для чего армянским правителем к католикосу была отправлена делегация. Но ей было не суждено добраться до пункта назначения, так как резиденция католикоса находилась в Ромкле, являвшейся в этот момент армянским анклавом в мусульманских владениях. Делегация под руководствам Нерсеса Ламбронаци близ Мараша подверглась нападению турок, после чего была вынуждена вернуться. В свою очередь император ко двору армянского правителя отправил трёх послов, которые тоже не добрались до цели. Спустя какое-то время, покидая Конию, Фридрих получил письмо от католикоса, с сообщением о готовящемся в его честь приёме. Узнав об этом, император сообщил, что в ответ на требования Левона везёт королевскую корону для армян. После входа императорской армии в Исаврию, к ней присоединилась делегация знатных армян, посланная Левоном, собиравшемуся выдвинуться навстречу. Уже в пути, 10 июня 1190 года, стало известно, что Фридрих утонул в реке. Младший сын покойного императора оказался не способен продолжить дело отца, и германская армия фактически выбыла из участия в крестовом походе. После смерти германского правителя, армяне понимали всю важность тонкой дипломатии в отношениях с Саладином. Именно тогда и появилось письмо католикоса, в котором отмечалось, что армяне приложили максимум усилий для того, чтобы отговорить проходить Фридриха через Киликию, что видится вполне возможным.
Действия Левона на международной арене менялись в зависимости от интересов своей страны. В 1191 году корабль Ричарда Львиное Сердце, следующий в Палестину, терпит крушение возле берегов Кипра. Правитель острова Исаак Комнин, отказав в помощи потерпевшим крушение крестоносцам, вызвал их ярость. В результате чего Ричард I при поддержке Левона и ряда синьоров, за месяц покоряет Кипр. После Кипрского похода Левон решил вернуть под свой контроль главный проход соединяющий Киликию с Антиохией. Проход контролировался из замка Баграс, который Саладин отобрал у тамплиеров. Узнав о грядущем наступлении германских рыцарей, Саладин покинул крепость, предварительно уничтожив все фортификационные сооружения. Воспользовавшись этим моментом Левон занимает замок, после чего производит ремонт и возводит новые укрепления. Тамплиеры, узнав об этом, потребовали у армянского правителя отдать крепость, на что Левон, пойдя на конфликт с крестоносцами, ответил отказом. В результате произошёл разрыв отношений с орденом тамплиеров и папством Антиохии.
В 1194 году Левон возле Баграса пленил Боэмунда III, для освобождения которого понадобилось специальное прибытие в Сис короля Иерусалима Генриха Шампанского. Условием освобождения был отказ от притязаний Боэмунда III на Баграс, и выдача Алисы, дочери Рубена III, замуж за Раймонда, старшего сына Боэмунда III. Согласно этому же договору возможный наследник этого союза получал корону Антиохии.
К концу XII века, Левон II стал самым могущественным правителем в регионе. На востоке возникла идея армяно-франкского государства. На юге у Левона были отличные отношения с Амори Лузиняном. На западе Левон покорил почти всю Исаврию. Наконец на севере, война за власть между наследниками Кылыч-Арслана принесла ему мир. Таким образом, все способствовало замыслу Левона: признанию европейцами, выстроенного им по западному образцу государства — королевством.

### Преобразование в Царство

#### Коронация князя Левона II в качестве короля Левона I

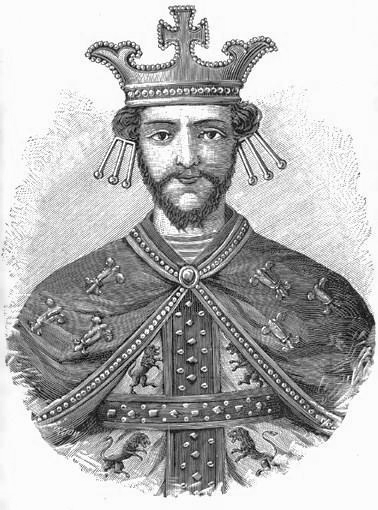
Левон II (I) — первый король Киликийской Армении

Левону II, желавшему быть признанным и коронованным согласно западно-европейским традициям, достичь своих целей было нелегко. С одной стороны ему надо было постараться не спровоцировать разрыв отношений с Византией, а с другой — необходимо было хотя бы внешне пойти на уступки Римской церкви, дабы коронование некатолического короля было одобрено Папой Римским. Армянский правитель, с целью добиться своего, отправил делегации ко двору папы Целестина III и 31-летнего императора Генриха VI. Одновременно другая делегация, возглавляемая Нерсесом Ламбронаци, чтобы уладить возможные осложнения, отправилась в Константинополь. Со своей стороны Левон убедил армянских священнослужителей формально принять не имеющие принципиального значения условия латинской церкви. В конечном счёте благодаря своей искусной политике 6 января 1198 года князь Левон II стал королём Левоном I, коронация была проведена с большой пышностью в Тарсе епископом Конрадом де Хильдесхаймом. Церемония проходила в присутствии папского легата Конрада, архиепископа Майнцского, католикоса Григория VI, армянской знати, а также латинских, греческих и сирийских сановников. В то же время благодаря усилиям Нерсеса Ламбронаци армянский правитель получил корону и из Византии. Таким образом, коронация Левона явилась завершающим этапом в реорганизации армянского государства из княжества в царство.

## Левон I

### Внутренняя политика
Во внутренней политике Левон ещё до коронации столкнулся с рядом проблем. В частности, его не устраивало растущее влияние и независимость религиозной власти католикосата в Ромкле, находившегося вдали от престольного Сиса. С целью влияния на него в 1193 году, после смерти католикоса Григория IV, он намеревался сделать главой Армянской церкви своего кузена Нерсеса Ламбронаци. Однако кандидатура Левона, известная своей латинской ориентацией, была отвергнута армянским духовенством. После чего Левон возвёл на престол племянника усопшего католикоса — Григория V. Однако и он спустя год был смещён. Главой армянской церкви стал короновавший Левона престарелый Григорий VI Апират, после смерти которого в 1203 году род Пахлавуни лишился «монополии» на престол католикоса. Преемником умершего стал Иоанн VI из рода Хетумидов. Избранный, подобно Григорию V, путём царских интриг, он вскоре вступил в конфликт с армянским королём. В результате последний в 1207 году сместил его с престола.
Желая покончить с традиционно соперничающим и не повинующимся родом Хетумидов, Левон, собрав армию, осадил укрепившегося в родовом замке Ламброн Хетума III. Однако, подобно своим предшественникам Млеху и Рубену III, Левон потерпел неудачу у стен крепости. После этого, с целью покончить с князем, он приглашает того на заключение мнимого брака между двумя родами. Сразу по прибытии Хетум, по приказу короля, был схвачен и заточён в тюрьму.
После коронации Левон продолжил свою пролатинскую политику. Он поощрял прибытие латинян в Киликию, где им не колеблясь доверялись ответственные посты. Им были дарованы ряд крепостей госпитальерам (Селифке, Камардезиум, Ларанда и др.) и ордену тевтонских рыцарей (Кубетфорт, Адамодана и др). Армянский король открыл свою страну для европейской торговли, предоставив торговые привилегии генуэзским купцам и венецианцам. При дворе короля пользовался популярностью французский язык. Стали использоваться, ещё до перевода на армянский, написанные на старофранцузском языке постановления высшего суда Антиохии — т. н. «Антиохийские ассизы».

### Война за Антиохийское наследство

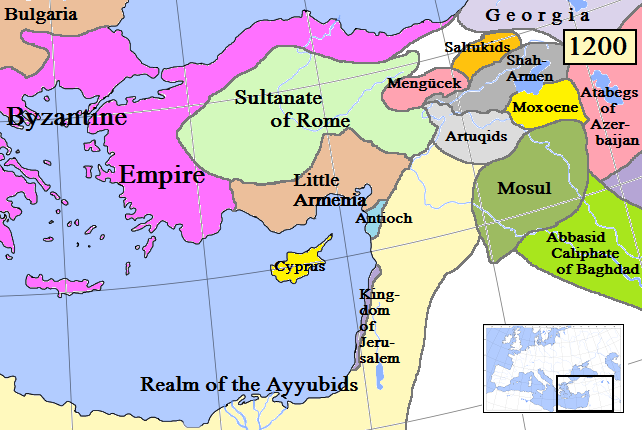
Киликийская Армения и соседние государства в 1200 году

В 1201 году умер правитель Антиохийского княжества Боэмунд III. По договору, заключённому в 1194 году между Киликией и Антиохией, на престол должен был взойти Раймунд Рубен — сын старшего сына Боэмунда и армянской принцессы Алисы, приходившейся племянницей королю Киликии Левону I. Право наследования оспорил младший сын умершего правителя, Боэмунд IV, желавший присоединения Антиохии не к Киликии, а к своим владениям. Между двумя государствами разразился конфликт. Боэмунд, пойдя на обострение с папой римским Иннокентием, утверждает в Антиохии греческого патриарха. В свою очередь, глава католической церкви начинает поддерживать армянского короля. Спустя некоторое время папские легаты, посланные Иннокентием, начали демонстрировать явно антиармянские настроения. В 1203 году, в ответ на действия папских сановников, Левон осаждает Антиохию и выгоняет из Киликии всех представителей папы Римского. Отношения между Иннокентием III и Левоном окончательно испортились; папа отлучил армянского короля от церкви. Однако, принимая во внимание несогласие Левона с условиями, предложенными Римом во время его коронации, армянского короля это не очень огорчило. Буквально сразу же, назло папе, Левон устроил приём в честь посетившего Киликию греческого патриарха Антиохии.
В 1216 году Левон занял Антиохию, власть над которой передал законному наследнику, своему внучатому племяннику Раймунд-Рубену. Но правление последнего в Антиохии потерпело фиаско и вызвало возмущение населения. Более того, Раймунд-Рубен поссорился с братом своего деда, армянским королём. Вероятно, это произошло из-за того, что Левон решил назначить наследницей киликийского престола свою новорождённую дочь Забел.
В 1219 году Боэмунд IV захватил Антиохию и изгнал Раймунд-Рубена. В том же году, назначив Забел своей преемницей, умер и Левон. Армянскому королю так и не удалось реализовать свою мечту об объединении Антиохии и Киликии в единое государство.

## Забел

### Восхождение
Находясь на смертном одре, Левон успел произнести имя своего наследника, им оказалась его дочь Забел. Регентом малолетней королевы был назначен Атом Баграсский. Спустя несколько месяцев, в 1220 году, он был убит, после чего регентом стал Константин Пайл, из рода Хетумидов. Но не всем пришлась по душе последняя воля умершего царя. Права Забел на трон оспорили Раймунд-Рубен — внучатый племянник покойного царя, и Иоанн де Бриенн — муж Стефании, дочери Левона от первого брака. Внутри Киликийского царства права Забел на престол не оспаривались, поэтому армянская знать поддержала законную наследницу престола. В результате преданные Левону князья схватили и заточили Раймунда-Рубена в тюрьму, а спустя какое-то время, после того как на пути в Киликию скончались жена и сын Иоанна, тот тоже перестал претендовать на армянский трон

### Брак с Филипом Антиохийским
Вскоре, с целью укрепления государства, регентом было решено выдать Забел замуж за Филиппа, одного из сыновей правителя Антиохии Боэмунда IV. Главным условием при заключении брака являлось требование регента Константина о принятии женихом армянского вероисповедания и уважительного отношения к армянским традициям. Филипп согласился, после чего в июне 1222 года в Сисе состоялось бракосочетание Филиппа Антиохийского и Забел. Новоиспечённый муж был признан принц-консортом Киликии. Однако Филипп не сдержал своего обещания. Задевая национальные чувства армян, он пренебрежительно относился к армянским традициям. При этом, проводя большую часть своего времени в Антиохии, Филипп открыто покровительствовал латинским баронам. Действия Филиппа вызвали недовольство как у народа, так и у знати Киликийского царства. В результате спустя три года он был заточён в тюрьму, где и умер.

### Брак с Хетумом I. Переход власти от Рубенидов к Хетумидам
В 1226 году регент, несмотря на сопротивление Забел, при благословении нового католикоса Константина I, выдал её замуж за Хетума, одного из своих младших сыновей. Таким образом Киликия получила нового царя Хетума I, который стал основателем второй киликийской королевской династии. Таким образом, раз и навсегда покончив с прежним соперничеством двух родов, в царстве произошёл переход власти от Рубенидов к Хетумидам. Восшествие на престол традиционно лояльных к Византии Хетумидов изначально повлекло за собой ослабление связей Киликии с папством и латинскими государствами. После бракосочетания все ещё действующий регент Константин Пайл назначил верховным главнокомандующим своего старшего сына, автора армянского перевода «Антиохийских ассизов», Смбата Спарапета. При этом, несмотря на сложную внешнеполитическую обстановку, регенту удалось сохранить мирные отношения со всеми своими соседями, включая сельджуков.

## Хетум I
Хетум I, постепенно взрослея сосредоточил всю власть в своих руках, став по оценке современных историков «одной из самых блестящих фигур во всей армянской истории». Его длительное правление совпало, с не менее длительным правлением, сидящего в Ромкле, духовного лидера армян Константина I.
За время своего нахождения у власти, деятельность Хетума была отмечена выдающимися успехами во всех областях. В сфере культуры, отмечался расцвет творчества миниатюристов, среди которых был самый известный представитель школы миниатюристов из Ромклы — Торос Рослин. Реформы в сфере коммерции привели к быстрому развитию торговых связей по всем азимутным направлениям, в результате чего возросла роль и значение одного из главных портов царства — порта Аяс. Немалых успехов добился армянский царь и во внешней политике. Проявленную им мудрость, в полном потрясений XIII веке, высоко оценил Рене Груссе. Говоря о Хетуме, французский историк отмечал: 
История должна приветствовать в его лице одного из самых ярких, самых мощных политических гениев Средневековья

### Киликийско-монгольские отношения

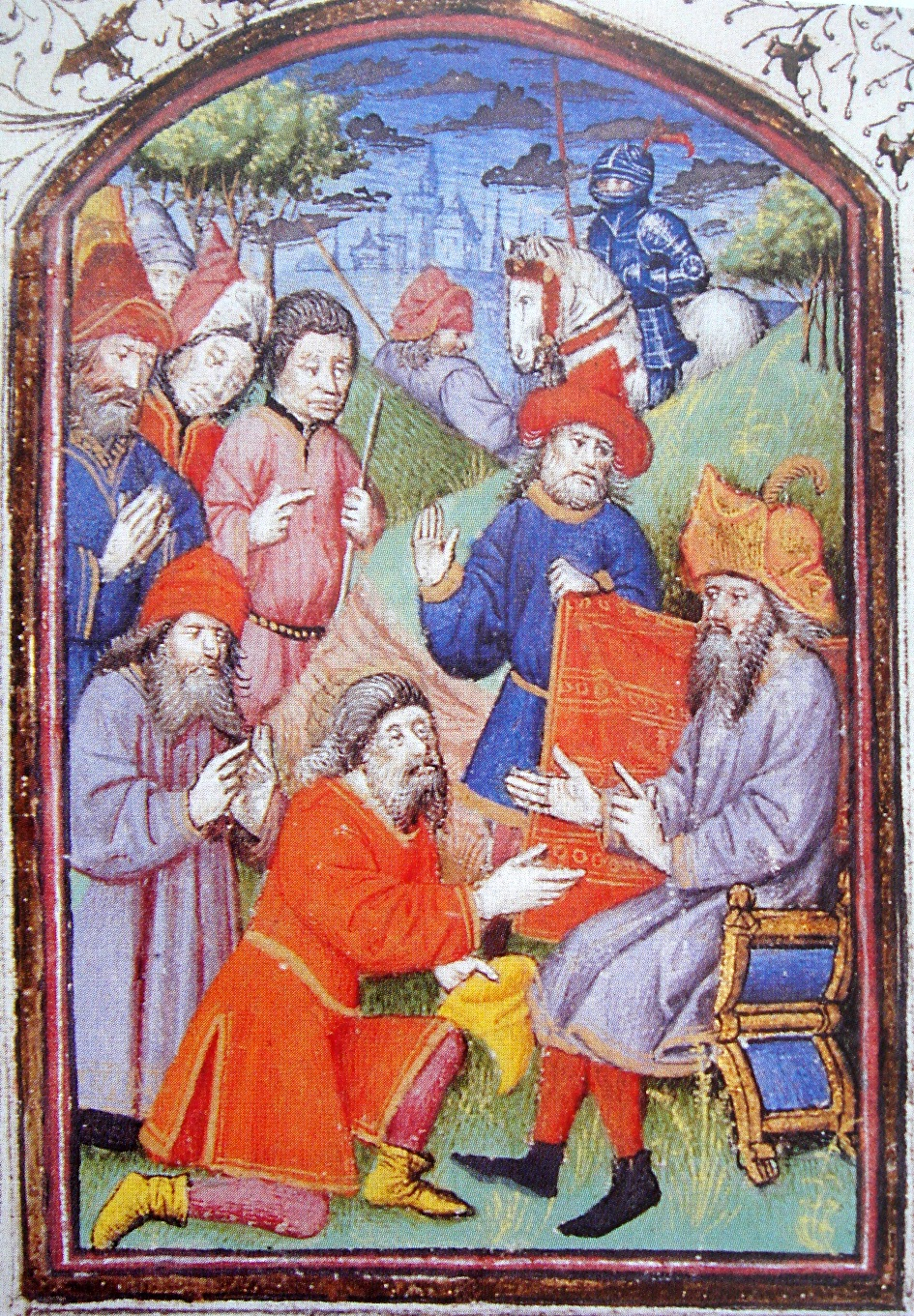
Хетум I (справа) в Каракоруме

В 1243 году, турецкие войска были разбиты в битве при Кёсе-даге пришедшими из Восточной Азии монголо-татарами во главе с Байджу-нойоном. Куда более могучие монголы, расправившись с прежними врагами армянских государств, стали угрозой Киликийскому армянскому королевству. Хетум I, по совету ряда князей уже разорённой монголами Великой Армении, и особенно армянского князя Хачена Гасан-Джалала, решил заключить союз с империей монголов.
С этой целью, король Хетум отправляет своего старшего брата Смбата Спарапета в монгольскую столицу Каракорум.
В 1251 году внук Чингисхана Менгу стал великим ханом монголов. Заняв трон он для подтверждения преданности приглашает к себе в гости Хетума I. Армянский король не долго думая принимает приглашение, и буквально сразу же, в 1254 году, отправляется в путь. Пройдя через Кавказ, обогнув Каспийское море по северной его границе, он в конечном счёте достигает ставки Менгу. Проведя в гостях у хана пятнадцать дней, получив освобождение от податей и гарантии военной помощи, армянский король вернулся в Киликию. На обратном пути из Каракорума Хетум I провел ряд встреч с братом Менгу, правителем монгольской Западной Азии, Хулагу. Последний, через несколько лет стал первым правителем персидского ильханата, одного из четырёх государств образовавшихся после распада империи Чингисхана. Хулагу, будучи женатым на христианке, с симпатией относился к христианам. Его политика, продолженная сыном и внуком, в течение почти полувека обеспечивала относительную безопасность Киликийскому армянскому государству. В 1255 году, путешествие Хетума завершилось, обогнув Каспий с юга, он достиг своей столицы — Сиса.
Армяно-монгольский союз был весьма дальновидным ходом, хорошего дипломата, короля Хетума I, который благодаря этому союзу обеспечил безопасность своему государству и в определённом смысле стал советником по христианству при хане.

### Вторжение египетских мамлюков
В 1260 году, монгольские войска под предводительством Хулагу, в союзе с Хетумом I и его зятем Боэмундом VI, поочередно захватили Алеппо и Дамаск. Вскоре, вопрос о наследовании монгольской империи после смерти Менгу вынудил Хулагу возвратиться в Монголию. Во главе монгольских войск был оставлен христианин Китбука, который вскоре после отъезда Хулагу в битве при Айн-Джалуте потерпел сокрушительное поражение от мамлюков. Успех последних стал возможен благодаря тому, что крестоносцы Акры пропустили мамлюков через свои владения. Для киликийских армян поражение монголов обернулось большими осложнениями: Тавриз, в качестве пограничного пункта стал для монголов предпочтительнее, чем более отдалённое киликийско-сирийское побережье.

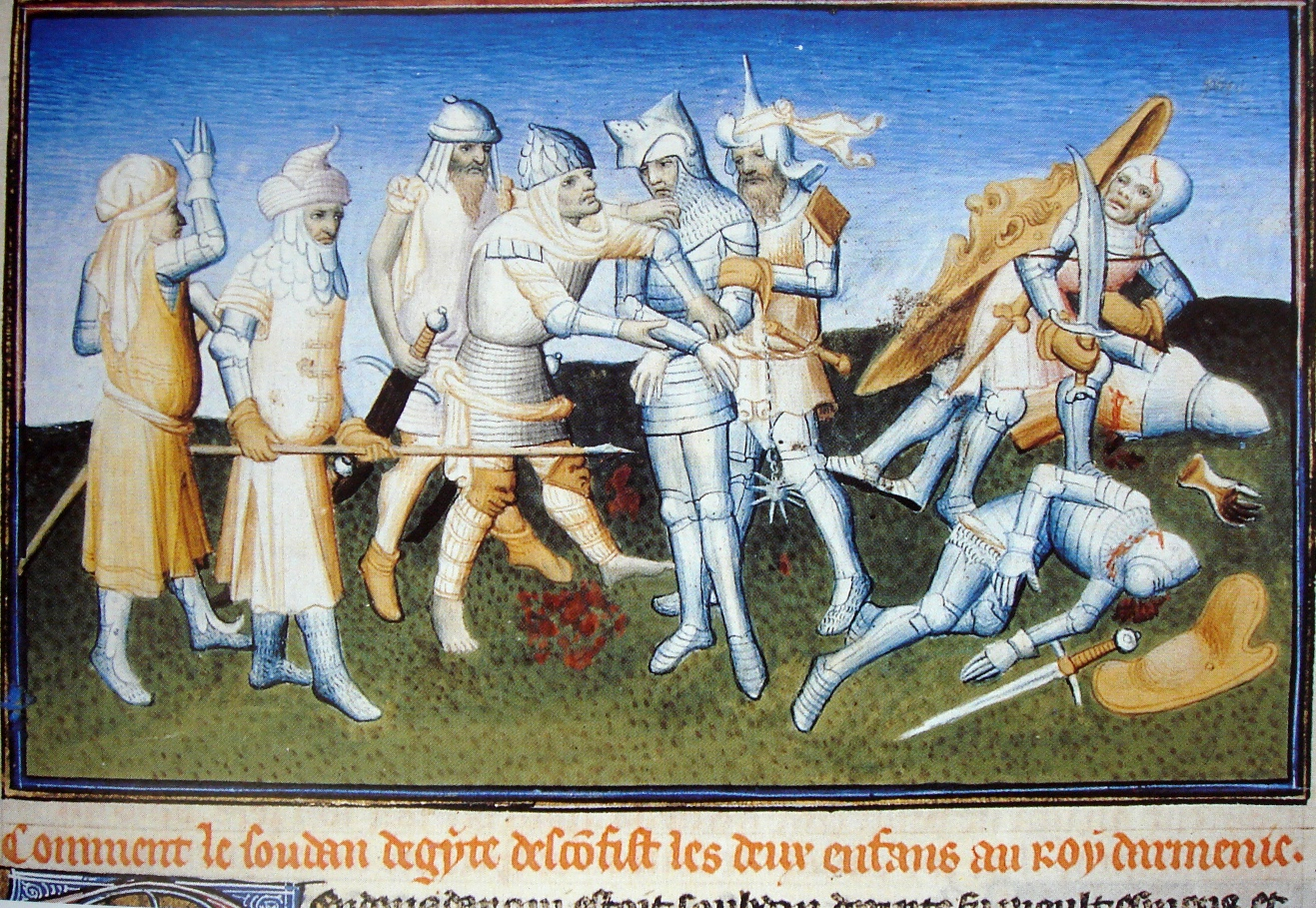
Битва армян с мамлюками. Принц Торос убит (справа внизу), принц Левон III (будущий король Левон II) — захвачен в плен (в центре)

После поражения союзных Киликии монголов, армянское государство успешно отражало у Таврского хребта нападения сельджуков и караманидов. Однако настоящая угроза киликийскому царству исходила от египетских мамлюков. Осознавая грозящую опасность Хетум I отправляется в Тавриз просить помощи у Абага, сына умершего в 1265 году Хулагу. Тем временем мамлюки прознав про отсутствие армянского короля, предприняли свой первый набег на Киликию. В 1266 году ими был захвачен северный проход Аманских гор, в битве у которого армянской армией командовал Смбат. В составе войск последнего в сражении участвовало двое детей армянского короля — Левон III (в будущем коронованного как Левон II) и Торос. Торос был убит в сражении, а Левон взят в плен. Нанеся поражение армянской дружине, мамлюки подвергая все разорению и грабежу впервые вторглись в пределы Киликии.
Возвратившись, Хетум I застал Киликию разорённой до Аданы. Желая вернуть своего сына, армянский король обратился к правителю мамлюков Байбарсу. За Левона, пленённого принца, тот помимо выкупа потребовал чтобы армянский король ходатайствовал перед Абагой об освобождении своего друга, захваченного монголами в Алеппо. Выполнив обещания, и освободив тем самым сына из плена, Хетум в 1269 году отрекся от престола и ушёл в монастырь, где спустя год скончался.

## Левон II
Вступив на престол в период относительного затишья Левон II продолжил политику своего отца. В области торговли он даровал привилегии каталонским купцам, а также восстановил привилегии итальянцев. Во внешней политике, он подобно отцу, отдавал приоритет армяно-монгольскому союзу. Начальный период правления Левона II ознаменовался новым подъёмом культурной и экономической жизни страны. В 1271 году, через киликийское царство прошёл известный путешественник Марко Поло, который с восторгом описал деятельность армянского порта Айяс. В своей книге он отмечает:

«У армян есть город в море, которое называют Лайас, где происходит большая торговля, поэтому, Вы должны знать, все виды пряностей, шелковистых и плетших золотом товаров и других драгоценных товаров принесённых отовсюду в этот город. Торговцы Венеции и Генуи и других стран приезжают в это место, чтобы продать и купить товары. И кто бы не желал путешествовать на Восток, так или иначе станет торговцем этого города»
Однако спокойная жизнь государства длилась не долго. В 1275 году мамлюкский султан Бейбарс I, неся новые разрушения, вновь пошёл войной на Киликию. Год спустя уже тюркские племена стремились ворваться в армянское государство, но были остановлены армянским войском во главе с полководцем Смбатом Спарапетом. Последний одержал победу ценою своей жизни. В 1281 году армяно-монгольское войско под командованием киликийского короля Левона II и брата хана Абаги Менгу-Тимура, пошли войной на султана мамлюков Калауна. Решающая битва состоялась в сирийском городе Хомс. Армяно-монгольские войска, в результате отказа крестоносцев от участия в битве, проиграли сражение. Поражение альянса имело катастрофические последствия для региона: Левон не имея больше сил вести войну, в 1285 году, в обмен на уступки с армянской стороны, заключает десятилетний мирный договор с мамлюками. Одновременно с этим сильно ослабевает монгольское присутствие в регионе. Захват мамлюками государства крестоносцев, выразивших нейтралитет во время битвы при Хомсе, был вопросом времени.
В 1289 году умирает Левон II. Спустя два года, в мае 1291 года, сын и преемник Калауна захватывает Акру. Христианское присутствие на Востоке ограничивается латинским Кипром и Армянской Киликией.

## Хетум II

### Усиление позиций католиков
Хетум II будучи францисканцем, c первых своих дней пребывания в роли главы государства повел явную пролатинскую политику. Скрытое стремление к католизации королевства со стороны Рима, приняло на этот раз откровенный характер. В 1289 году, с помощью Хетума II, папским легатам удалось сместить противостоящего католикам католикоса Константина II, а его место занял более уступчивый Степанос IV.
В мае 1292 года, в результате захвата мамлюками резиденции главы армянской церкви — крепости Ромкла, был пленен католикос всех армян Степанос IV. Его преемник Григор VII, убеждённый сторонник подчинения Риму, перенес ставку католикоса в столицу киликийского королевства в город Сис. Это событие имело серьёзные последствия. Духовные лица потеряли свою независимость от временной пролатинской власти, а некоторые руководители армянской церкви подвергшись влиянию стали понемногу склоняться к католицизму, тем самым войдя в конфликт с населением и основной частью армянского духовенства.

### Конец союза с монголами
В 1293 году Хетуму II ценой уступок территорий на востоке страны, удалось избежать вторжения египетских мамлюков в своё королевство, и тем самым получить небольшую передышку. Примерно в это же время пришло известие о том, что византийский император желает взять в жены сестру киликийского короля. Понимая, что подобный брак поможет обрести новых союзников, армянская делегация выехала в Константинополь, где в храме св. Софии 16 января 1294 года состоялось бракосочетание киликийской принцессы Риты с византийским императором Михаила IX Палеолога.
В 1295 году, в персидском ильханате произошёл переворот. К власти пришёл Газан, один из сыновей Аргуна. Хетум отправившись к нему получил подтверждение верности союза и совместных военных действий против мамлюков. Но Газан-хан понимая, что не может управлять мусульманским народом не приняв его религии, в конце века, принимает ислам. Впоследствии его преемники придут к изменению традиционной внешней политики: таким образом первый ильхан-мусульманин — Газан-хан, станет последним из ильханов союзников армян. В 1299 году в битве при Хомсе армянская армия вместе с монгольской, разбивают армию египетских мамлюков. Газан-хан занимает Сирию, а армяне возвращают все утерянные ранее территории. Но вскоре, после отъезда идельхана, мамлюки выбивают монголов из Сирии. Последние, несколько раз пытались вернуть утраченные земли, но каждый раз их поход оказывался неудачным. Кроме того после смерти Газан-хана в 1304 году, «киликийско-монгольский» союз прекратил своё существование, и ни один монгольский правитель больше не выступал против мамлюков. Мамлюки в свою очередь вновь стали угрожать Киликии: в 1302-м, а затем в 1304 году они захватили все земли которые армяне вернули после Хомской битвы .
Последнее десятилетие XIII века ознаменовалось кардинальным изменением соотношения сил на Ближнем Востоке. В самом начале XIV века, в виду принятия монгольскими ильханами ислама, «армяно-монгольский» союз прекратил своё существование. Угроза нависала над армянским королевством: с запада угрожали турки-караманиды, а с востока мамлюки. Из союзников в регионе у Киликии оставался лишь Кипр, в то время как на западе идея нового «Крестового похода» постепенно затухала.

## Борьба за власть. Переход трона от брата к брату
В 1293 году, спустя четыре года после прихода к власти, Хетум отрекается от трона и удаляется во францисканский монастырь. Королём становится его родной брат Торос. Однако последний процарствовал не долго, и возможно не был даже коронован. Через год он возвращает престол вернувшемуся из монастыря Хетуму II. В 1296 году Хетум со своим братом Торосом отправляются в Константинополь. Воспользовавшись их отсутствием, другой брат Смбат, провозгласил себя королём. В этой ситуации на его сторону переходит католикос Григор VII, который надеялся на то, что новый правитель поддержит его пролатинские устремления. Свергнутый король Хетум II, желая вернуть власть, стал искать поддержки в Византии, в то же время Смбат отправился к Газан-хану и женился на его родственнице. По возвращении Смбат заключает в темницу своих братьев Хетума II и Тороса, последний умирает в заточении. Вскоре, в 1298 году, на политической арене появляется четвёртый брат — Костандин II, который свергнув Смбата занимает его трон. В это же время мамлюки, подвергая разрухе страну, вновь вторгаются в Киликию, и отступают лишь после того, как им были уступлены все восточные крепости страны. Королевство восточнее Пирамоса больше не было защищено. В общей сложности Костандин руководил страной около года, после чего уступил место Хетуму, которого он выпустил как только пришёл к власти. Хетум II вновь взявший бразды правления в свои руки, примирив братьев, отправляет Констандина и Смбата в Константинополь.

## Левон III
В 1301 году Хетум II отрекается от короны в пользу своего племянника Левона III (сына Тороса), однако став регентом малолетнего короля, он остается у власти. В 1305 году, чуть повзрослев Левон женится на кузине Агнесе Лузиньян, а уже в следующем году 30 июля 1306 года проходит официальная коронация Левона, в качестве короля Киликийского армянского царства. Внутренняя политика Левона, была продолжением курса латинизации страны, начатой его дядей и регентом Хетумом. Ошибочно полагая, что армянское государство может положиться на помощь папы, настаивал на унии с католической церковью. С этой целью, 19 марта 1307 года, он созвал церковный собор в Сисе, и заставил его обратиться к папе за унией. В знак протеста часть епископов покинули церковный собор. Одним из них был епископ Иерусалима Саргис, который будучи категорически против основал автокефальное патриаршество Иерусалима, существующее по сей день. Кроме этого, в связи со смертью Григора VII, на соборе был выбран новый католикос Константин III. Ввиду того, что только царский двор и католикос были за унию, решение собора вызвало серьёзное сопротивление среди народа и духовенства, а попытки воплотить в жизнь решения собора привели к кровавым столкновениям внутри страны.
Полная ориентация на запад, отразилась и во внешней политике. Одним из первых и наиболее важных распоряжений Левона, в качестве единоличного правителя государства, является указ от 20 мая 1307 года. Согласно указу, король предоставлял торговые льготы и привилегии венецианским купцам. В том же году, 17 ноября возле Аназарбы, король и его дядя Хетум II погибают попав в западню устроенную монгольским военачальником. Несмотря на то, что по приказу ильхана командующий монгольскими войсками в Киликии был приговорен к смерти, союз армян и монголов после убийства армянского короля прекратил своё существование. В Киликии началась новая борьба за трон.

## Ошин
После смерти Левона III место короля Киликии становится вакантным. Буквально сразу, Ошин обозначил свои права на трон. Против него выступил его старший брат, экс-король Смбат, который, вернувшись из Константинополя, желал вновь стать королём. Между братьями развернулась нешуточная борьба, победителем из которой вышел Ошин. Выиграв борьбу, он изгнал из страны убивших короля и его регента монголов, после чего состоялась его официальная коронация.

### Смута
Став официальным правителем, Ошин подобно своему предшественнику, полагался на помощь со стороны католических стран и поэтому он продолжил политику латинизации армянского государства. Несмотря на яростное сопротивление подавляющего большинства армянского народа, он настаивал на постановлениях Сисского собора. В ответ на это в 1308 и 1309 годах в стране имели место массовые волнения и антиправительственные демонстрации, в которых участвовали народные массы и духовные лица. Однако Ошин, учинив кровавую расправу над восставшими, не внял большей части населения своей страны и духовенства. Подавление инакомыслящих сопровождалось массовыми казнями среди населения и знати. Священнослужители, выступавшие против унии, были заключены в тюрьму или высланы из страны. После чего в 1317 году им был созван Аданский собор, который подтвердил решения предыдущего Сисского собора.
Усиление внешней угрозы заставляло царский двор крепче придерживаться унии, что, в свою очередь, усиливало сопротивление народа, который изо всех сил противился унии. Таким образом, перед угрозой нападения мусульман внутренние распри имели губительные последствия для государства.

### Отношения с соседями
В 1314 году монголы совершили свой первый набег на Киликию. Былой союз окончательно канул в лету. Со временем они наряду с тюрками и мамлюками стали регулярно подвергать армянское государство нападениям.
Киликийская внешняя политика того времени целиком и полностью была ориентирована на запад, однако поддержки армянские короли не ощущали. Более того, ряд католических орденов, расквартированных в Киликии с разрешения армянских правителей и получивших землю в обмен на обещание нести военную службу, в лучшем случае нарушали своё обещание. В 1317 году Ошин, из-за их отказа оказывать военную помощь Киликии, силой оружия отобрал владения ряда католических орденов, конфисковав при этом их казну.
Год спустя, в 1318 году караманиды вторглись в пределы королевства, но тёзка короля, корикосский князь Ошин, став во главе армянских войск, выступил навстречу и разбил их. В этом же году заметно ухудшились армяно-кипрские отношения. Армянский правитель после подавления восстания Амори Тирского приютил его жену и свою сестру Изабеллу, покинувшую остров с детьми. Данный поступок не понравился вновь обретшему власть Генриху II, кроме того, король Ошин изгнал из Киликии госпитальеров, поддерживавших кипрского короля. Отношения между Кипрским и Киликийским королевствами были на грани войны, и лишь личное вмешательство папы римского Иоанна XXII предотвратило военное столкновение. В июне 1320 года, за месяц до смерти короля Ошина, сирийские войска по приказу мамлюкского султана, перешли границу Киликии и дошли до стен Сиса, где были остановлены. Государство, имея натянутые отношения с Кипром и врагов по всем границам страны, жило под постоянной угрозой нападения. Кроме того, ситуацию осложняла пролатинская направленность внешней и внутренней политики киликийских королей. С одной стороны, она раздражала мусульманских правителей, боявшихся нового крестового похода, с другой — местное армянское население и духовенство, не желавшее принимать католическое вероисповедание.

## Левон IV
Король Ошин умер в 1320 году. Трон унаследовал его преемник Левон IV. Однако на момент смерти отца он был несовершеннолетним, поэтому был сформирован регентский совет, который избрал регентом корикосского князя Ошина сына Хетума Патмича (Хетума Историка). Регент, взяв бразды правления в свои руки, для легализации своей власти выдал свою дочь Алису замуж за малолетнего Левона IV, а сам взял в жёны вдову покойного короля Жанну Анжуйскую. Действия Ошина не понравились князьям королевства. В результате Киликия, на фоне того как враги государства множили свои удары, погрязла в несвоевременных раздорах. В 1321 году монголы под предводительством принявшего ислам Гасана, подвергая разорению страну, вторглись в армянское королевство. Венецианский географ Марино Сануто, побывавший в это время в Киликии, так описывал положение дел в армянском государстве:

Королевство Армения находится в зубах четырёх хищников. С одной стороны — это лев, то есть татары [монголы], которым король Армении платит тяжёлую дань, с другой — леопард, то есть султан [Египта], ежедневно разоряющий его страну. С третьей стороны — волк, то есть турки [караманиды], которые подрывают его власть. Четвёртая — змея, то есть пираты, грызущие кости христиан Армении
В 1322 году египетские мамлюки вторглись в страну, атаковали Айас и разрушили его крепость. Король кипрского государства Генрих II, забыв про распри, шлет на помощь армянскому королю свой воинский контингент. Католикос армян Костандин IV, видя отчаянное положение своей страны, отправляется в Каир, где в 1323 году заключает перемирие сроком на пятнадцать лет. Но уже на следующий год, из опасений гипотетического крестового похода, набеги мамлюков возобновились. В этом же году Ошин, желая пресечь всякие притязания на трон, приказывает убить Изабеллу, вдову Амори Тирского и тетю малолетнего короля Левона IV, а заодно и её старшего из четырёх выживших сыновей. Второй по старшинству сын Ги де Лузиньян, позже известный как король Костандин III, во время убийства находился в Константинополе у своей тети, сестры его матери, византийской императрицы Риты. Двое других Жан и Боэмунд были сосланы к госпитальерам на остров Родос.
Вскоре Ошин просит папу римского Иоанна XXII учредить католический епископат в своем родном городе Корикосе. Несмотря на то, что произошло это не скоро, вероятно в 1328 году, с политической точки данный поступок явился дополнительным толчком к развитию прокатолического влияния в стране. В 1329 году, став совершеннолетним, король Левон IV приказывает убить Ошина и его дочь, свою жену Алису. За то время, что Ошин был регентом, ослабление страны сопровождалось усилением католического церковного влияния и давления со стороны папства в вопросе церковной унии.

## Левон V
Последний правитель Королевства Армении взошёл на трон в 1373 году. Уже в 1375 мамлюкское нашествие уничтожило королевство, а он сам был взят в плен. Левон V был сослан в Каир и ему было запрещено покидать Египет. В 1382 году благодаря усилиям его духовника и посла, францисканца Жана Дарделя, поддержанного кастильским королём Хуаном I, его освобождают и он перебирается в провинцию Мадрид, права на которую передаёт ему король Кастилии. Тем не менее, уже через три года, вследствие противодействия местной знати, ему приходится покинуть Мадрид. Он переезжает в Арагон, а затем во Францию, где и умирает в 1393 году. Похоронен в базилике Сен-Дени около Парижа.
Борьба Киликийской Армении с мамлюками нашла художественное отражение в патриотической поэме «Песнь о храбром Липарите» поэта XIV века Ованеса Тлкуранци.

## Религия

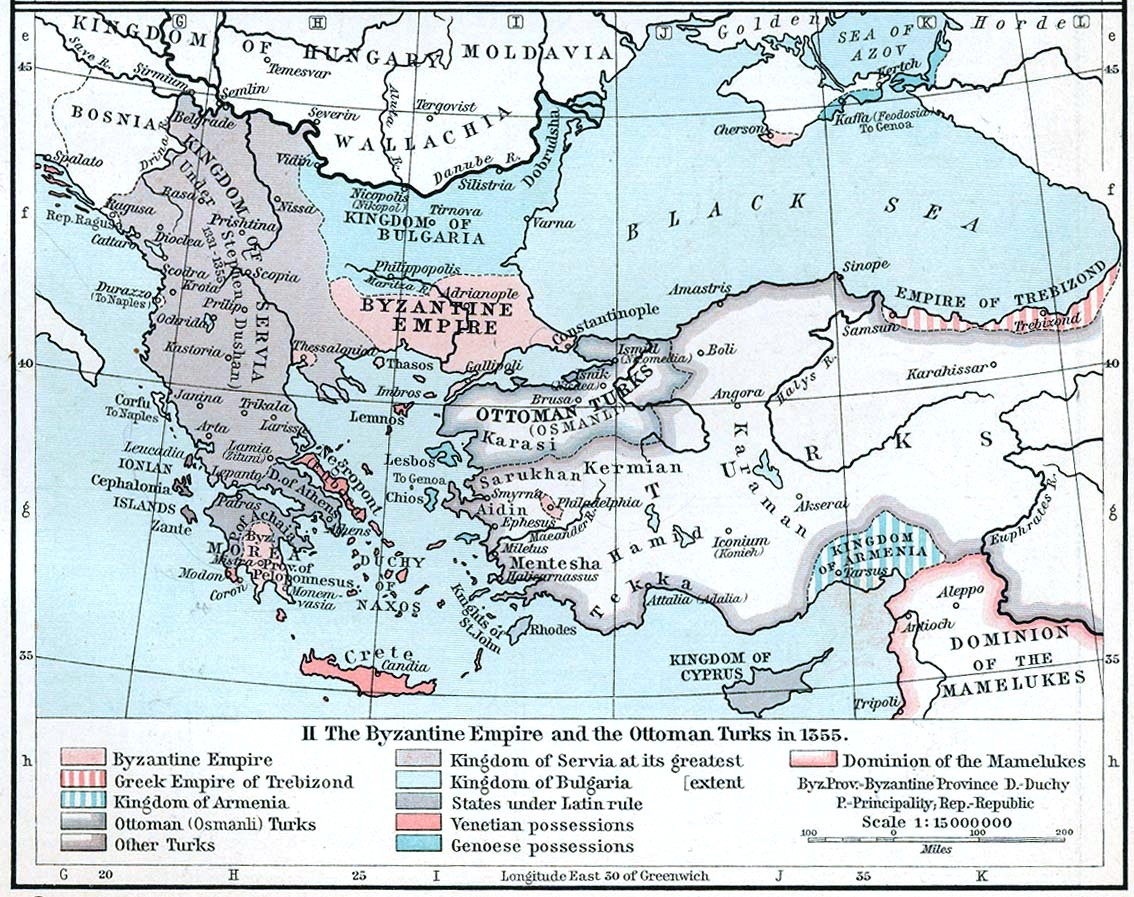
Королевство Армения 1355 г.

Несмотря на то, что к концу XI века по большей части армянские государства были разрушены, продолжала существовать церковная власть в лице католикоса, традиционно избираемого из рода Пахлавуни. В результате завоевания столицы Армении города Ани Византией в 1045 году, а затем сельджуками в 1064 году, было положено начало изгнанию католикосата. В течение почти столетия резиденция католикоса армян, в зависимости от расклада внешних и внутренних сил, переносилась из Каппадокии в Ефратес. В XII веке кафедра католикоса армян была перенесена в Киликию, сначала в город Ромклу, а затем в Сис. Начиная с XI века здесь множились армянские монастыри и церкви, а начиная со второй половины этого же века в монастырях начинают действовать скриптории. Резиденция католикоса армян в Киликии продержалась два столетия, после чего была перенесена в Эчмиадзин, где и находится по сей день. В отличие от других армянских земель, в Киликии помимо доминирующей традиционной армянской церкви присутствовали также христианские церкви других течений, прежде всего католическая. Это обстоятельство объясняется тем, что армянское государство было торговыми воротами востока, а также рассматривалось папством, как союзник и перевалочный пункт во время крестовых походов. Кроме того, ввиду той роли, которую играла Королевство Армения на Востоке, в государстве, помимо армян, жило ещё и некоторое количество представителей других народов, исповедующих христианство византийского и латинского толка. Католическая церковь, в лице её главы папы Римского, осознавая важность королевства, старалась распространить своё влияние на армянское государство и уменьшить влияние армянской церкви. Римские легаты и миссионеры пытались склонить население к католицизму. Несмотря на то, что они вели активную деятельность, она не принесла им ощутимых дивидендов, и влияние армянской церкви не уменьшилось. Первый король Армении Левон I, предоставив католической церкви ряд льгот, изначально проводил проримскую политику. Однако он столкнулся с яростным сопротивлением представителей армянской церкви и дворянства. Более того со временем, ввиду явно антиармянских настроений папских легатов, он разрывает всяческие отношения с Римом и выгоняет из королевства всех представителей католической церкви. Во время правления короля Хетума I и католикоса Константина I отношения между армянской и католической церквями потеплели. Последняя не преминула этим воспользоваться и предложила армянской церкви принять унию. В ответ католикос всех армян Константин I, отправил царю послание, в котором отвергал вероучение католической церкви. К 1260 году, из-за амбиций папы, желающего распространить своё влияние на армянскую церковь, отношения между церквями заметно ухудшились. В 1262 году папа римский послал в Акру своего легата, который продемонстрировал такую же заносчивость, что и легаты посланные в своё время Иннокентием III ко двору Левона II. Католикос Константин I отказался встретиться с легатом, послав на встречу архимандрита Мхитара Скевраци. Между двумя церковниками состоялся острый диалог, армянский священник вопрошал:
Откуда у Римской церкви взялось право судить другие апостольские церкви и ни в коей мере не прислушиваться к их суждениям? Ведь мы также имеем возможность вовлечь вас в дискуссию
Результаты встречи выявили несовместимость позиций: легат настаивал на главенстве папы в церкви, а армянский священник, что армянская церковь признаёт лишь главенство Христа. Однако папа римский Урбан IV вновь шлет легата, на этот раз более гибкого. В результате Хетум I разрешил католикам основать доминиканский монастырь в Киликии. Всякий раз попытки католической церкви распространить своё влияние на армянскую церковь наталкивались на сопротивление армянского монарха. Лишь после смерти Левона III сопротивление ослабло. Никто из преемников не обладал его политической мудростью; в критический для королевства момент они, прося помощи у запада, шли на уступки папству.

## Отношения с Римской церковью
Армянская Апостольская Церковь была союзником папы в древней борьбе Рима с греками. Такие понтифики как Евгений III, Луций III, Иннокентий III и Гонорий III не раз признавали православие Армянской церкви. ААЦ не подчинялась Риму и не принимала остальные соборы, однако на протяжении всего 13 века находилась в общении с Латинской церковью. Профессор Ягеллонского университета Кшиштоф Ян Стопка называет этот период армяно-римских отношений «вселенским братством». (Верон, 1184 год) Папа Луций III в грамоте «tutela Romanae ecclesiae» (под защитой Римской церкви): «Армянский католикос, (находящийся) по ту сторону моря, облекается властию над армянами, греками и всеми христианскими народами точно так же, как мы по сю сторону (моря владеем) небесными и земными ключами. И так как путь долгий лежит между мною и братом моим — католикосом армянским, то я посылаю ему паллий, кольцо и свою митру». Папа, вручая епископу Григорию грамоту, присовокупил: «Отвези и надень на католикоса и пусть с той минуты имеет он и честь и власть во веки веков!» Посольство покинуло Верону и отправилось в Тарс в Киликии, где в октябре 1185 года папский дар был передан католикосу. Григорий IV чувствовал себя глубоко польщенным. Память о жесте папы надолго осталась у армян.
Когда в 1292 году Армения осталась последним христианским государством среди враждебных исламских стран, папа Николай IV пытался организовать настоящий крестовый поход в защиту Армении. Доказательство этого — цикл булл «Pia mater ecclesia», которые он огласил 23 января 1292 года. Первая имеет общий характер: поскольку это царство «одиноко среди порочных народов, как овцы среди волков — врагов креста…», папа дарует всем, кто выступит в защиту этого царства, такие же привилегии и индульгенции, как если бы они отправились в Святую землю; и он направляет проповедников в разные регионы Западной Европы. В то же время он обращается к королю Франции и великим магистрам орденов Тамплиеров и Госпитальеров и требует от них, чтобы «при посредстве галер, каковые по предписанию и повелению апостолического престола вы должны держать на море против врагов креста, вы пеклись бы о защите и поддержке Армянского царства».
Союз с Римом было в смысле полном общения веры, а не в унионистском духе. Ситуация изменилась при авиньонских папах, особенно при Бенедикте XII (1334—1342). Триумфальный централизм при этих понтификах принес значительный ущерб католическому миру, в конечном счете вызвав Великую революцию. Раскол, раздиравший Западный христианский мир, до сих пор был сплоченным образованием и держал его расколотым в течение многих лет. Его последствия ощущались и в отношениях Западной Церкви с Восточным христианским миром. Отныне Рим вступил на путь, ранее протоптанный Константинополем, стал замечать все больше и больше армянских «ошибок», пытаясь поглотить и подчинить Армянскую церковь. Не случайно армянские епископы в этот период начали называть латинян греками.

## Культура

Вещи из армянской Киликии, найденные при раскопках в Бердянске и Херсонесе

Известный русский поэт, прозаик и историк Валерий Яковлевич Брюсов, в своей книге «Летопись исторических судеб армянского народа» пишет о киликийском Королевстве Армении как об одном из центров духовной жизни всего человечества: 
«Армения во второй половине средневековья сумела создать на Востоке очаг истинной культуры, выдерживая одна борьбу со всей Азией»

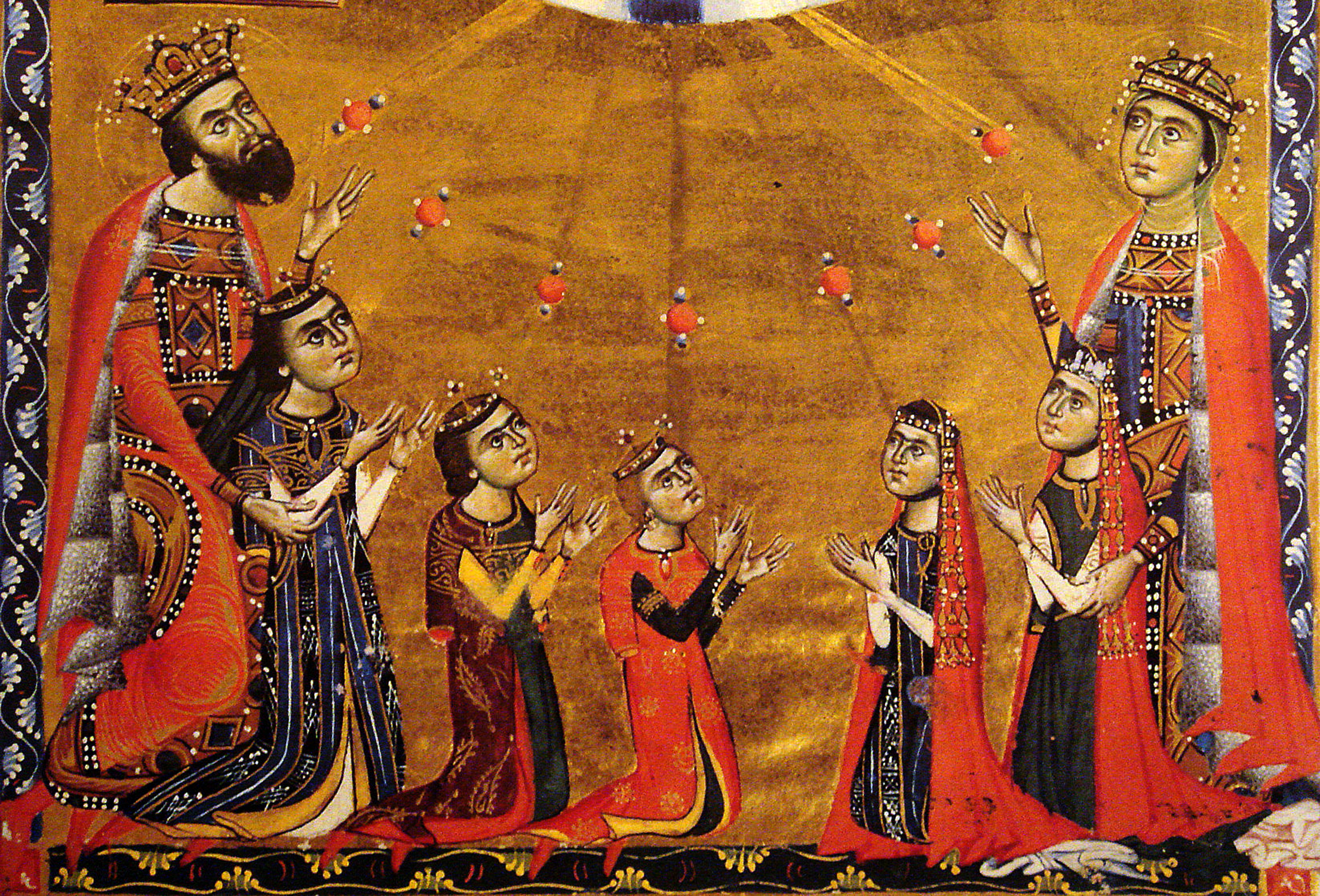
Евангилие царицы Керан. Царь Левон II, царица Керан и их дети

При раскопках в Херсонесе, Приазовье, Сахновке, Киеве, Прикамье были найдены серебряные и бронзовые изделия из Армении и киликийской Армении (конец XII—XIII вв.). Их появление было обусловлено расцветом черноморской торговли в начале XIII века и интенсивным развитием городов Армении, связанных с Трапезунтом. Активное участие в торговле принимали армяне, колонии которых появились в Крыму, Киеве, Волжской Булгарии. О тесных контактах переселенцев со своей родиной говорят находки тканей, аналогичных анийским, в погребениях на территории колонии. Тем же путём на Приполярный Урал попала армянская сабля с именем мастера Хачатура. Богатое армянское купечество Королевства Армении сносилось с коренной Арменией и арабскими странами, Западной Европой и Причерноморьем (комплекс киликийских вещей из Бердянска). Однако в Королевстве Армении, в отличие от других армянских государств, произведения серебряников от XII века не уцелели, так как в середине XIII в. всю старую серебряную утварь переплавили в слитки для монетного чекана. Оклады Евангелий из монастырских мастерских Ромкла относятся только к середине XIII в. Того же времени ковшик и кувшин из Бердянска, эти находки интересны потому, что от киликийской металлопластики XIII—XIV вв. в основном дошли предметы литургического обихода: оклады книг и складни-реликварии в форме триптиха. Для чеканки Королевства Армении было характерно использование армянских надписей, мотива многолопастной арки с килевидным завершением и точечного фона орнамента.
Особую известность имела так называемая Киликийская школа миниатюры. Крупным её представителем в XII веке был Григор Мличеци. Один из выходцев этой школы Торос Рослин приобрёл мировую известность и даже учил русских художников расписывать церкви.

## Союз с государствами крестоносцев

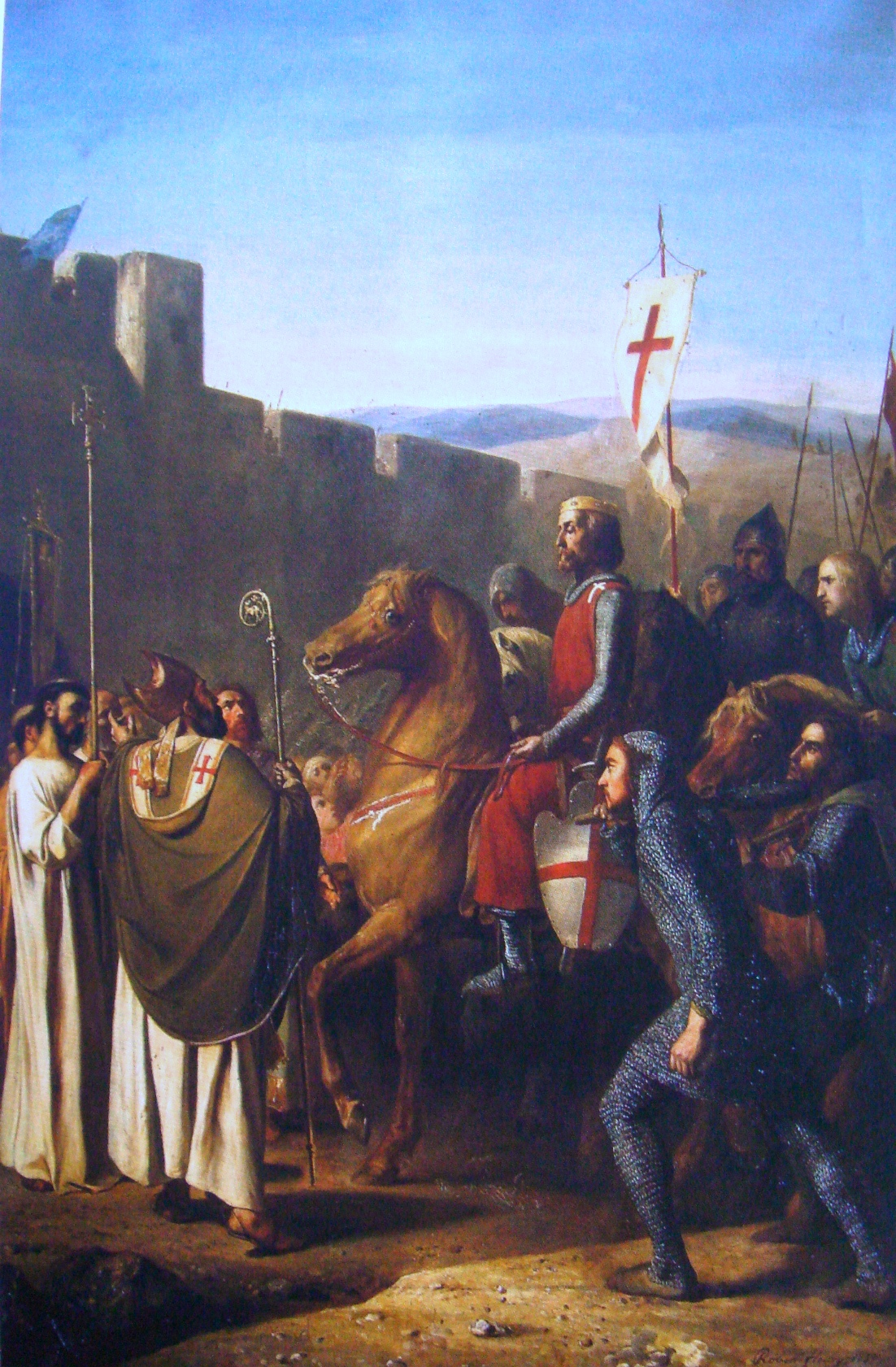
Вход Балдуина в Эдессу. Показано, как армянское духовенство встречает его у городских ворот

Рубениды постоянно поддерживали связи с европейскими династиями государств, возникших как следствие завоеваний крестоносцев. Ещё в 1100 г. Арда, внучка Рубена I, была выдана замуж за брата Готфрида Бульонского, — Балдуина, графа Эдесского; Левон I женился на сестре Бодуэна Бургского; Рубен III — на Изабелле, дочери Онфруа Торонского.
Следуя той же системе, Лев II породнился с несколькими владетельными домами: он выдал своих племянниц (дочерей Рубена III), первую, Алису, — за Раймунда, графа Трипольского, правителя Антиохии, вторую, Филиппу, — за Феодора Ласкариса, императора Никейского, третью (имя её неизвестно) — за Андрея, сына венгерского короля Андрея II; а сам женился первым браком — на Изабелле Ибелин и вторым — на Сибилле, дочери короля Кипрского, из дома Лузиньянов. Эти брачные связи ввели Левона II в круг европейских государей, заставили, правда, вмешиваться в мелкие распри родственников, но сделали имя властителя Киликии хорошо известным на Западе.

### Комментарии
1. ↑  также известна как Джованна Тарентская